# 코치 (영화)
코치(Kotch)는 미국에서 제작된 잭 레몬 감독의 1971년 영화이다. 월터 매튜 등이 주연으로 출연하였고 리처드 카터 등이 제작에 참여하였다.

## 출연

### 주연
- 월터 매튜
- 데보라 윈터스

### 조연
- 펠리시아 파
- 찰스 아이드먼
- 엘렌 기어
- 제인 코넬
- 제임스 브로드헤드

## 제작진
- 미술: 잭 포플린
- 세트: 윌리엄 키에넌
- 의상: 존 A. 앤더슨